# Lijst van burgemeesters van Rilland-Bath
Dit is een lijst van burgemeesters van de voormalige Nederlandse gemeente Rilland-Bath vanaf het ontstaan bij de fusie van de gemeenten Rilland en Bath in 1878 tot die fusiegemeente in 1970 opging in de gemeente Reimerswaal.
| Ambtsperiode | Naam burgemeester            | Partij of stroming | Bijzonderheden                                     |
| ------------ | ---------------------------- | ------------------ | -------------------------------------------------- |
| 1878 - 1882  | David (D.) Windhorst         |                    | was al sinds 1853 burgemeester van Rilland en Bath |
| 1882 - 1912  | Jan Jacob van Gorsel Hz.     |                    |                                                    |
| 1912 - 1918  | Lucas Jan Lucasse            |                    | later burgemeester van Reeuwijk                    |
| 1918 - 1919  | Jan (J.) Grootenhuis         |                    | eerder burgemeester van Boskoop                    |
| 1919 - 1933  | Pieter Abraham Schwartz      | ARP                | later burgemeester van Maassluis                   |
| 1933 - 1944  | Pieter Jan Dominicus         |                    | later burgemeester van Borssele                    |
| 1944? - 1945 | Johannes Cornelis Meulenberg |                    | waarnemend                                         |
| 1945 - 1946  | ir. Walter (W.) Kakebeeke    |                    | waarnemend                                         |
| 1946 - 1953  | Josephus Abraham de Goffau   |                    | overleden bij watersnoodramp                       |
| 1953 - 1970  | Jacob Cornelis Willem Jobse  |                    | vanaf 1968 waarnemend                              |